# تقی‌آباد (آران و بیدگل)
تقی‌آباد روستایی در دهستان سفیددشت بخش مرکزی شهرستان آران و بیدگل استان اصفهان ایران است.

## جمعیت
بر پایه سرشماری عمومی نفوس و مسکن در سال ۱۳۹۵ جمعیت این روستا کمتر از ۳ خانوار بوده‌است.